# Politica Mozambicului
Politica în statul Mozambic are loc într-o republică democratică reprezentativă prezidențială, unde președintele este șeful statului și primul ministru este șeful guvernului, al unui sistem multi-partid. Puterea executivă este exercitată de guvern. Puterea legislativă este împărțită între guvern și Consiliul Republicii. 

## Istoria politică înainte de introducerea democrației
Ultimii 25 de ani din istoria Mozambicului au încapsulat dezvoltatea politică a întregului secol XX. Colonizarea portugheză s-a prăbușit în 1974, după o decadă de lupte armate, inițial condusă de educatul american Eduardo Mondlane, care a fost asasinat în 1969. Când a fost proclamată independența, în 1975, conducătorii campaniei militare FRELIMO au stabilit imediat un singur partid de stat aliat Blocului sovietic, eliminând pluralismul politic, instituțiile educaționale religioase și rolul autorităților tradiționale.
Noul guvern a adăpostit și a susținut mișcările de eliberare sud-africane (ANC) și zimbabwene (ZANU-PF), în timp ce guvernele apartheid-ului sud-african și rhodesian au promovat și au finanțat o mișcare rebelă armată în centrul Mozambicului numită Rezistență Națională Mozambicană (RENAMO). Războiul civil, sabotajul statelor vecine, și prăbușirea economică au caracterizat prima decadă a independenței mozambicane.
De asemenea, marcante pentru această perioadă au fost exodul în masă a resortisanților portughezi, infrastructura slabă, naționalizarea și conducerea economică greșită. De-a lungul razboiului civil, guvernul nu a reușit să exercite un control efectiv în afara zonelor urbane, multe dintre ele fiind izolate de capitală. Aproximativ un milion de mozambicani au murit în timpul războiului civil,1.7 milioane s-au refugiat în statele învecinate și alte câteva milioane au fost strămutate. La cel de-al III-lea congres al partidului FRELIMO din 1983, președintele Samora Machel a admis eșecul socialismului și nevoia urgentă de reforme politice și economice. Moartea sa, împreună cu alți câțiva consilieri, într-un accident suspect de avion, în 1986, a întrerupt progresul.
Succesorul său, Joaquim Chissano, a continuat reformele și a început discuțiile de pace cu RENAMO. Noua constituție, adoptată în 1990, a fost realizată pentru un sistem politic multi-partid, o economie bazată pe piață și alegeri electorale libere. Războiul Civil s-a încheiat în octombrie 1992 cu Acordul General de Pace.
Pâna la jumătatea anului 1995, cei 1.7 milioane de mozambicani refugiați care au cerut azil în Malawi, Zimbabwe, Swaziland, Zambia, Tanzania și Africa de Sud ca rezultat al războiului, s-au întors ca parte din cea mai mare repatriere văzută în Africa Sub-Sahariană. De asemenea, alți 4 milioane de locuitori s-au întors la locurile lor de origine.
Sub supravegherea forțelor de menținere a păcii ONUMOZ ale Națiunilor Unite, pacea s-a restabilit în Mozambic. În 1994, în țară s-au desfășurat primele alegeri electorale democratice. Joaquim Chissano a fost ales președinte cu 53% din voturi și a fost votat un Consiliu  Național cu 250 de membri (129 deputați FRELIMO, 112 deputati RENAMO și 9 reprezentanți ai altor trei partide mai mici, care au format Uniunea Democratica (UD).
- Președinte: Armando Guebuza, partid: FRELIMO, din 2 februarie 2005.
- Priministru: Aires Ali, partid: FRELIMO, din 16 ianuarie 2010.

## Ramura legislativă
Consiliul Republicii are 250 de membri, aleși pentru o perioadă de cinci ani, prin reprezentare proporțională.

## Partidele politice și alegerile electorale
În 1994, în țară s-au desfășurat primele alegeri electorale democratice. Joaquim Chissano a fost ales președinte cu 53% din voturi și a fost votat un Consiliu  National cu 250 de membri - 129 deputați FRELIMO,112 deputați RENAMO și 9 reprezentanți ai altor trei partide mai mici, care au format Uniunea Democratică (UD). De la formarea lui, în 1994, Consiliul National a făcut progrese în devenirea unui corp independent de executiv. Până în 1999, mai mult de jumătate (53%) din legislațiv provenea din Consiliu.
Dupa câteva întârzieri, în 1998, în țară au avut loc primele alegeri locale pentru a furniza reprezentanți locali și ceva autoritate bugetară la nivel municipal. Principalul partid de opoziție, RENAMO, a boicotat alegerile locale, acuzând defecte în procesul de alegeri. Independenții au contestat alegerile și au câștigat locuri în Consiliul municipal. Prezeța la vot a fost foarte scăzută.
În urma alegerilor electorale locale din 1998, guvernul a decis să creeze mai multe locuri pentru opoziție, având în vedere runda a doua a alegerilor naționale multi-partid din 1999. Trecând de Consiliul Național, legea electorală a fost rescrisă și aprobată unanim, în decembrie 1998.
Foarte bine finanțat de donatori internaționali, a fost dezvoltat un sistem foarte bun de înregistrare a alegătorilor, din iulie până în septembrie 1999, oferind carduri de alegător la 85% din potențialul electoral (peste șapte milioane de alegători).
A doua rundă de alegeri generale a avut loc între 3-5 decembrie 1999, cu o mare prezență la vot. Observatorii internaționali și cei locali au declarat că procesul de votare a fost bine organizat și a fost corect. Atât opoziția, cât și observatorii, ulterior, au acuzat probleme în procesul de intabulare, care, spun ei, ar fi putut schimba rezultatul. În final, observatorii internaționali, cât și cei autohtoni au ajuns la concluzia că rezultatul votului reflectă voința poporului.
Președintele Chissano a câștigat alegerile având  cu 4% mai multe voturi decât candidatul coaliției Electorale Unite RENAMO, Afonso Dhlakama, începându-și mandatul în ianuarie 2000. FRELIMO și-a îmbunătățit majoritatea în Consiliul National cu 133 din 250 de locuri. Coaliția RENAMO-UE a câștigat 116 locuri, unul a fost independent, iar cele trei partide nu au fost reprezentate.
Coaliția opoziției nu a acceptat rezultatul Comisiei Electorale Naționale al votului prezidențial și a făcut o plângere la Curtea Supremă. O lună după alegeri, curtea a respins plângerea opoziției și a validat rezultatul alegerilor. Opoziția nu a mai făcut o plângere în legătură cu alegerile legislative.
A doua rundă de alegeri electorale locale, implicând 33 de municipii cu 2.4 milioane de alegători înregistrați, a avut loc în noiembrie 2003. Aceasta a fost prima dată când FRELIMO,RENAMO-UE și partidele independente au concurat fără boicoturi semnificative. Prezența de 24% a fost mult mai semnificantă față de cea de 15% din prima rundă de alegeri municipale. FRELIMO  a câștigat 28 de posturi de primar și majoritatea în 29 de Consilii municipale, în timp ce RENAMO a câștigat 5 posturi de primar și majoritatea în 4 Consilii municipale. Votul s-a desfășurat  într-o maniera ordonată, fără incidente violente. Chiar și așa, perioada imediat următoare alegerilor a fost marcată de obiecții referitoare la vot, înregistrarea candidatului și votul de intabulare, precum și o mai mare transparență.
În mai 2004, guvernul a aprobat o nouă lege a alegerilor generale, care conținea noutăți bazate pe experiența alegerilor municipale din 2003. Alegerile prezidențiale și ale Consiliului Național au avut loc în 1-2 decembrie  2004. Candidatul FRELIMO, Armando Guebuza, a câștigat cu 64% din totalul voturilor. Oponentul său, Afonso Dhlakama din RENAMO, a primit 32% din voturi. FRELIMO a câștigat 160 de locuri în parlament. Coaliția dintre RENAMO și câteva partide mai mici au câștigat celelalte 90 de locuri rămase. Armando Guebuza a fost numit președinte al Mozambicului pe 2 februarie 2005.

## Ramura judiciară
Ramura judiciară cuprinde o Curte Supremă și curți municipale, de districte și provinciale.

## Ramura administrativă
Mozambic este divizată în 10 provincii: Cabo Delgado,Gaza, Inhambane, Manica, Maputo, Nampula, Niassa, Sofala, Tete, Zambezia.

## Participarea în organizații internaționale
Mozambic este membru al ACP, AfDB, C, ECA, FAO, G-77, IBRD, ICAO, ICCt (semnatar), ICFTU, ICRM, IDA, IDB, IFAD, IFC, IFRCS, IHO, ILO, IMF, IMO, Interpol, IOC, IOM (observator), ISO (corespondent), ITU, MONUC, NAM, OAU, OIC, OPCW, SADC, UN, UNCTAD, UNESCO, UNHCR, UNIDO, UNMISET, UPU, WCO, WFTU, WHO, WIPO, WMO, WToO, WTrO.